# Воля-Голимінська
Воля-Голимінська (пол. Wola Gołymińska) — село в Польщі, у гміні Голимін-Осьродек Цехановського повіту Мазовецького воєводства.
Населення — 65 осіб (2011).
У 1975-1998 роках село належало до Цехановського воєводства.

## Демографія
Демографічна структура станом на 31 березня 2011 року:
|          | Загалом | Допрацездатний вік | Працездатний вік | Постпрацездатний вік |
| -------- | ------- | ------------------ | ---------------- | -------------------- |
| Чоловіки | 32      | 6                  | 23               | 3                    |
| Жінки    | 33      | 2                  | 21               | 10                   |
| Разом    | 65      | 8                  | 44               | 13                   |